# Dicrostonyx nelsoni
Dicrostonyx nelsoni és una espècie de mamífer rosegador de la família dels cricètids. És endèmic d'Alaska (Estats Units), on viu a la península de Seward i la badia Kuskokwim. El seu hàbitat natural és la tundra àrtica. És una espècie en risc mínim, és a dir, no sembla que hi hagi cap amenaça significativa per a la seva supervivència.
L'espècie fou anomenada en honor del naturalista i etnòleg estatunidenc Edward William Nelson.